# لاري ر. إليس
لاري ر. إليس (بالإنجليزية: Larry R. Ellis)‏ هو ضابط أمريكي، ولد في 1946.

## وصلات خارجية
- لاري ر. إليس على موقع إن إن دي بي (الإنجليزية)